# ارکستر فیلارمونیک پنانگ
ارکستر فیلارمونیک پنانگ (PPO; مالایی: Orkestra Filharmonik Pulau Pinang) یک ارکستر آماتور است که توسط ایالت پنانگ، مالزی تأمین مالی می‌شود. هدف از ایجاد ارکستر، تشکیل انجمنی است تا باعث تقویت استاندارد موسیقی کلاسیک در پنانگ گردد. این ارکستر در سال ۲۰۱۰ ایجاد گردید.
ارکستر فیلارمونیک پنانگ طیف وسیعی از ژانر موسیقی، به‌طور عمده رپرتوار متنوعی از موسیقی کلاسیک، را اجرا می‌کند. امروزه دارای ۸۰ نوازنده است و در طول سال کنسرت‌هایی را به‌طور منظم برگزار می‌کند.
این ارکستر زیرمجموعه فیلارمونیک پنانگ است، در سابق به نام گروه کر و ارکستر سمفونی ایالت پنانگ معروف بود، که در سال ۱۹۹۶ تأسیس شده بود.

## گروه کر فیلارمونیک پنانگ
پرورش آوازخوانی فیلارمونیک پنانگ (VOPP)، در محل گروه کر فیلارمونیک پنانگ انجام می‌شود که در سال ۲۰۱۲ تأسیس شده بود.